# Partido judicial de Negreira
El Partido judicial de Negreira es uno de los 45 partidos judiciales en los que se divide la Comunidad Autónoma de Galicia, siendo el partido judicial n.º 11 de la provincia de La Coruña.
Comprende las localidades de A Baña, Brión, Negreira y Santa Comba.
La cabeza de partido y por tanto sede de las instituciones judiciales es Negreira. La dirección del partido se sitúa en la Calle Cdel Carmen de la localidad. Negreira cuenta con un Juzgado de Primera Instancia e Instrucción.